# بوگوسلوفکا (قزاقستان)
بوگوسلوفکا (به قزاقی: Bogoslovka) یک روستا در قزاقستان است که در استان آق‌تپه واقع شده‌است. بوگوسلوفکا ۳۳۶ متر بالاتر از سطح دریا واقع شده‌است.